# Accordeon
Een accordeon is een muziekinstrument dat vanwege de manier van geluidvoortbrenging tot de aerofonen wordt gerekend. Het instrument wordt accordeon genoemd vanwege de constructie van het mechaniek van de linkerhand; door een matrix van stangen en knoppen wordt, wat de akkoordknoppen betreft, een drietal tonen tegelijk geproduceerd, een akkoord.  Accordeons worden als klavieraccordeon en als knopaccordeon gemaakt; alleen de bespeling is verschillend, de klank en mogelijkheden zijn gelijk.
De bespeler van het instrument wordt accordeonist genoemd.
Het accordeon werkt volgens hetzelfde principe als de mondharmonica. De lucht wordt hier echter aangevoerd door een balg. In de kast zitten de doorslaande tongen die het geluid voortbrengen. Wanneer een toets of knop wordt ingedrukt, stroomt de lucht langs een of meer tongen, waarbij deze gaan trillen en het geluid ontstaat.
Er zijn meer instrumenten die gebaseerd zijn op het gebruik van doorslaande tongen, zoals de trekharmonica of trekzak, de melodeon, de concertina, de bandoneon en het harmonium. Het accordeon is niet-wisseltonig; dat wil zeggen dat bij trekken en duwen dezelfde toon wordt geproduceerd. 
Op basis van de bespeling wordt een klavieraccordeon wel tot de toetsinstrumenten gerekend.
Er zijn accordeons in vele formaten. De grootte van het instrument wordt onder andere uitgedrukt in het aantal standaardbassen. De gebruikelijkste aantallen  zijn 32, 40, 48, 60, 72, 80, 96 en 120 bassen.

## Geschiedenis

### Buschmann
In China werd het principe van de doorslaande tong al duizenden jaren toegepast in mondorgels als de sheng, ver voordat het idee in Europa werd toegepast. 
In Europa wordt in 1618 voor het eerst melding gemaakt van het principe van de doorslaande tong in een werk van Michael Praetorius. 
In 1821 kwam Friedrich Buschmann uit Friedrichsroda in Thüringen op het idee om meerdere doorslaande tongen van metaal zo op een klankhout te bevestigen, dat men ze met de mond kon aanblazen en ze te gebruiken als stemapparaat. De eerste mondharmonica was geboren. In 1822 bracht hij enkele verbeteringen aan: hij voorzag het geheel van een lederen blaasbalg en van dubbeltongen waarvan de een op zuig- en de andere op druklucht reageerde, en voorzag de ventielen van speeltoetsen. Hij noemde het apparaat Handäoline. In 1829 leidden al die probeersels uiteindelijk tot de ontwikkeling van het diatonische accordeon. Op 23 mei van dit jaar vroegen twee uitvinders toevallig tegelijkertijd octrooi aan: Cyrillis Demian (Wenen) voor zijn accordeon en Charles Wheatstone voor zijn (nog mondgeblazen) symphonium, dat jaren later tot de eerste eigenlijke concertina zou leiden. Demian noemde zijn uitvinding accordion omdat het instrument vier tonen tegelijkertijd met de melodietonen ten gehore bracht. Het is niet bekend of Demian op de hoogte was van de experimenten van Buschmann.

### Demian
Dat allereerste accordeon van Demian is niet bewaard gebleven. Het diatonische accordeon werd ontwikkeld van een instrument met vijf toetsen die elk twee verschillende akkoorden konden produceren, tot een instrument met twee rijen toetsen en enkele tonen die bij het induwen en uittrekken van de balg een verschillende toon vormen. De vibrerende delen waren dunne metaalplaatjes die in een kader doorslaand konden vibreren. Het geheel had een toonomvang van vijf tonen c t/m e. Kort na dit eerste accordeon bouwde Demian grotere modellen met zes toetsen, daarvan zijn er bewaard gebleven in het Techniekmuseum van Wenen. Iedere toets gaf twee verschillende tonen, een bij het uittrekken en een bij het induwen van de balg. Daardoor had een accordeon met vijf kleppen een toonomvang van tien tonen. Bij elke van deze tonen hoorde een akkoord als begeleiding.  
In 1831 bouwde Demian het eerste complete accordeon, dat in een rij de tonen van de desbetreffende toonladder omvatte en in de tweede rij de ontbrekende tussentonen. In 1834 liep het patent van Demian af, waarna de productie van accordeons zich in Europa snel uitbreidde. Een van de eerste modellen van Demian vond zijn weg naar Italië, waar in 1863 Paolo Soprani een exacte kopie bouwde. Dit was het begin van de Italiaanse accordeon-industrie rond Castelfidardo.

### Verdere ontwikkeling
Rond 1850 kreeg de linkerkant de eerste twee toetsen: een voor de grondbas en een voor het bijbehorende akkoord.
Na 1880 kreeg het accordeon meer bekendheid, met name toen in Duitsland het instrument verder werd ontwikkeld van 1-rijer tot 2½- en 3-rijers met 4 tot 10 bassen. De in dat land geproduceerde instrumenten waren niet duur waardoor de aanschaf binnen bereik van velen kwam.
In Nederland is het accordeon waarschijnlijk vanuit Duitsland geïntroduceerd. In Vlaanderen kende de accordeon een hoge vlucht door de fabriek van Felix Callewaert en later zijn zoon Eugène Callewaert in Lichtervelde (West-Vlaanderen) waar vanaf ca. 1890 accordeons (lepelbassers) van hoge kwaliteit werden geproduceerd.
Het accordeon heeft zich verspreid over de hele wereld en zich een plaats veroverd in zeer diverse muziekstijlen: volksmuziek, jazz en klassieke muziek. 

## Indeling
Accordeons hebben aan de rechterkant ofwel een pianoklavier (het klavieraccordeon) ofwel 3 tot 5 rijen knoppen (het knopaccordeon). De twee gebruikelijkste systemen voor knopaccordeon zijn C-griff (C op de 1e rij) en B-griff (B op de 1e rij). Beide systemen zijn in principe samengesteld uit drie rijen, de 4e en de 5e rij zijn herhalingen van de 1e en de 2e rij. 
De gebruikelijke baskant van het accordeon (de zogenoemde standaardbassen), te bespelen met de linkerhand, heeft ruwweg de volgende indeling van twee rijen grondbassen en vier rijen akkoordbassen:
| ... | C    | G    | D     | A   | E   | B   | Fis | Cis | Gis | Dis | Ais   | F     | C     | ... | terts                                            |
| ... | As   | Es   | Bes   | F   | C   | G   | D   | A   | E   | B   | Fis   | Cis   | Gis   | ... | grondtoon                                        |
| ... | as   | es   | bes   | f   | c   | g   | d   | a   | e   | b   | fis   | cis   | gis   | ... | majeurakkoord                                    |
| ... | asm  | esm  | besm  | fm  | cm  | gm  | dm  | am  | em  | bm  | fism  | cism  | gism  | ... | mineurakkoord                                    |
| ... | as7  | es7  | bes7  | f7  | c7  | g7  | d7  | a7  | e7  | b7  | fis7  | cis7  | gis7  | ... | septiemakkoord                                   |
| ... | asd7 | esd7 | besd7 | fd7 | cd7 | gd7 | dd7 | ad7 | ed7 | bd7 | fisd7 | cisd7 | gisd7 | ... | verminderd septiemakkoord (d = dim = diminished) |
| De baskant (linkerhand) van veel knopaccordeons heeft vaak een iets andere indeling met een extra rij voor de kleine tertsen (dus: 3 rijen grondbassen), en weglating van de verminderde akkoorden (die al bijzonder makkelijk liggen in de rechterhand): |      |      |       |     |     |     |     |     |     |     |       |       |       |     |                                                  |
| ... | B    | Ges  | Des   | As  | Es  | Bes | F   | C   | G   | D   | A     | E     | B     | ... | kleine terts                                     |
| ... | C    | G    | D     | A   | E   | B   | Fis | Cis | Gis | Dis | Ais   | F     | C     | ... | grote terts                                      |
| ... | As   | Es   | Bes   | F   | C   | G   | D   | A   | E   | B   | Fis   | Cis   | Gis   | ... | grondtoon                                        |
| ... | as   | es   | bes   | f   | c   | g   | d   | a   | e   | b   | fis   | cis   | gis   | ... | majeurakkoord                                    |
| ... | asm  | esm  | besm  | fm  | cm  | gm  | dm  | am  | em  | bm  | fism  | cism  | gism  | ... | mineurakkoord                                    |
| ... | as7  | es7  | bes7  | f7  | c7  | g7  | d7  | a7  | e7  | b7  | fis7  | cis7  | gis7  | ... | septiemakkoord                                   |
| Met rechte bassen ziet de indeling er op deze wijze uit: |      |      |       |     |     |     |     |     |     |     |       |       |       |     |                                                  |
| ... | B    | E    | A     | D   | G   | C   | F   | Bes | Es  | As  | Des   | Ges   | B     | ... | kleine terts                                     |
| ... | C    | F    | Ais   | Dis | Gis | Cis | Fis | B   | E   | A   | D     | G     | C     | ... | grote terts                                      |
| ... | Gis  | Cis  | Fis   | B   | E   | A   | D   | G   | C   | F   | Bes   | Es    | As    | ... | grondtoon                                        |
| ... | gis  | cis  | fis   | b   | e   | a   | d   | g   | c   | f   | bes   | es    | as    | ... | majeurakkoord                                    |
| ... | gism | cism | fism  | bm  | em  | am  | dm  | gm  | cm  | fm  | besm  | esm   | asm   | ... | mineurakkoord                                    |
| ... | gis7 | cis7 | fis7  | b7  | e7  | a7  | d7  | g7  | c7  | f7  | bes7  | es7   | as7   | ... | septiemakkoord                                   |

### Registers
Een groep van een of meer tongen wordt een register genoemd. Door middel van knoppen boven de toetsen kan men tijdens het bespelen van register wisselen. Soms worden een of meer registerknoppen zodanig gemonteerd dat ze al spelend met de kin of met de onderarm te bedienen zijn. In het eerste geval spreekt men van een kinregister. Meestal betreft het dan het 'master'-register waarmee alle tongen voor die toon tegelijk van lucht worden voorzien.
De eenvoudigste accordeons hebben voor iedere toon een tong (of eigenlijk twee, duwen en trekken aan de balg hebben ieder een tong nodig). De grootste accordeons worden uitgevoerd met vijf tongen per toon en men spreekt dan van een vijfkorige melodiekant. De meeste accordeons zijn driekorig en gebruiken dan twee 8-voet tongenblokken en een 16-voet tongenblok (octaaf lager). De grootste hebben daarnaast nog een 4-voet (piccolo) en/of een derde 8-voet(musette) tongenblok.
Ieder koor van een register wordt op de registerknoppen meestal door een aantal bolletjes voorgesteld. Het laagste bolletje staat voor het 16-voet koor, de middelste bolletjes voor 8-voet en het hoogste voor 4-voet.
Als er twee tongen van dezelfde toon een paar hertz verschillend gestemd worden is er sprake van een zwevend register. Veel Franse musette-accordeons gebruiken zelfs registers met drie tongen per toon waarin zowel een onderzweving als een bovenzweving optreedt. Een zweving is gemakkelijk te herkennen: een toon klinkt dan meer of minder 'wa-wa-wa-...', in tegenstelling tot het strakke 'waaaaaaa...'. De meeste Franse en Duitse accordeons gebruiken een wat grotere zweving dan de Italiaanse. Of een zwevend register al dan niet gebruikt wordt, wordt vooral bepaald door de muziek die op het accordeon gespeeld wordt. Instrumenten met een cassotto hebben meestal geen zwevende stemming, omdat de 2×8-voet gemaakt wordt door middel van een 8-voet buitencassotto en een 8-voet binnencassotto.
Ook de baskant van nagenoeg alle accordeons is meerkorig uitgevoerd.

### Cassotto
De grotere en duurdere accordeons kunnen met een cassotto (klankkamer) zijn uitgerust, waarbij de trillende lucht via een extra compartiment geleid wordt in plaats van direct het accordeon te verlaten. Hierdoor wordt de klank minder scherp en ontstaat er een warmere toon. Een cassotto wordt doorgaans aan de 8-voet- en 16-voet-registers gekoppeld.

### Melodiebassen
Sinds 1960 wordt het accordeon steeds meer in (moderne) klassieke muziek gebruikt, dankzij pioniers als de Deense accordeonist Mogens Ellegaard.
Voor gebruik van het accordeon in de klassieke muziek is de gebruikelijke baskant (standaardbassen) onpraktisch en zeer beperkt. Daarom heeft men midden twintigste eeuw een nieuw systeem ontwikkeld waarmee men hetzelfde bereik heeft als bij een piano. Het systeem heet melodiebassen of baritonbassen, in het Engels free bass en in het Duits Manual III. Om polyfone stukken ook met gebruik van de linkerhand te kunnen spelen zijn moderne accordeons uitgerust met een convertor. Daarmee gaat de baskant op dezelfde wijze fungeren als bij een knopaccordeon. Ook hier is er weer de keus uit C-griff en B-griff. Met een grote registerachtige knop kan de baskant omgeschakeld worden tussen melodiebassen en akkoorden. Bij oudere accordeons zijn de melodiebassen voor de gewone bassen geplaatst.

## Trivia
- Een hypothecaire lening waarbij de afbetalingstermijn korter of langer wordt naargelang de rente daalt of stijgt, wordt in België een 'accordeonlening' of 'harmonicalening' genoemd.[1]
- In België doet men aan 'accordeonrijden' (of staat men in een ‘accordeonfile’) als het verkeer in een file telkens sneller daarna trager opschuift of terug opnieuw tot stilstand komt.[2]
- Wordt materiaal regelmatig heen en weer gevouwen, zoals de balg van een accordeon, dan noemt men dat harmonicagewijs. Het verbindingsstuk tussen spoorrijtuigen lijkt op de balg van een accordeon en heet daarom harmonica.